# وادي الرحمان
وادي الرحمان هو واد في تهامة بلقرن غربي قرية المدرات حاضرة قبيلة بني سهيم بلقرن، وعليه قرى رحمان لهم. تسيل مياهه من جبال الفرعة باتجاه الجنوب حتى تلتقي مع وادي الخيطان غربي قرية المعقص.